# 曼達洛人角色列表
美國太空歌劇類型的網路電視劇《曼達洛人》的故事背景設定於《星際大戰》系列宇宙，由強·法夫洛開創，於2019年11月12日在Disney+開播。截止至第一季完結，只有兩個角色出現於所有集之中，分別是主線人物及標題角色曼達洛人，他是一名孤獨的槍手和賞金獵人。另一個角色是與尤達同族的渾身泛綠、長耳、只有嬰兒大小的孩子－古古，這個突出角色在網路上受到觀眾的喜愛，他被眾多影迷和新聞網站編輯稱為「尤達寶寶」。
多名配角在第一季中出現於至少三集之中，包括卡拉·鄧恩、格里夫·卡加、IG-11、奎伊爾和軍械員。第一季的主要反派為由星區長吉迪恩領導的銀河帝國殘餘勢力，其手下包括客戶和潘興博士等。部分客串角色僅出現於單集之中，如〈第四章：庇護所〉中索爾根星球的居民，〈第六章：囚犯〉中出現的僱佣軍等。

## 概覽
| 演员                         | 演员       | 角色              | 角色 | 登场季数        | 登场季数        | 登场季数        |
| 譯名                         | 英語       | 譯名              | 英語 | 1               | 2               | 3               |
| 主演                         | 主演       | 主演              | 主演 | 主演            | 主演            | 主演            |
| ---------------------------- | ---------- | ----------------- | ---- | --------------- | --------------- | --------------- |
| 佩德羅·帕斯卡                |            | 曼達洛人／丁·賈林 |      | 主演            | 主演            | 主演            |
| 多名傀儡師                   | 多名傀儡師 | 孩子／古古        |      | 主演            | 主演            | 待公布          |
| 常設聯合主演                 |            |                   |      |                 |                 |                 |
| 卡爾·韋瑟斯                  |            | 格里夫·卡加       |      | 常設            | 聯合主演        | 常設            |
| 韋納·荷索                    |            | 客戶              |      | 常設            | Does not appear | Does not appear |
| 歐米德·阿塔西（Omid Abtahi） |            | 潘興博士          |      | 常設            | 常設            | 待公布          |
| 艾蜜莉·史瓦洛                |            | 軍械員            |      | 常設            | Does not appear | 待公布          |
| 尼克·諾特                    |            | 奎伊爾            |      | 常設            | Does not appear | Does not appear |
| 塔伊加·維迪提                |            | IG-11             |      | 常設            | Does not appear | Does not appear |
| 吉娜·卡拉諾                  |            | 卡拉·鄧恩         |      | 常設            | 常設            | Does not appear |
| 詹卡洛·埃斯波西托            |            | 星區長吉迪恩      |      | 常設            | 常設            | 常設            |
| 艾咪·莎德瑞斯                |            | 派麗·莫托         |      | 聯合主演        | 常設            | 待公布          |
| 特穆拉·莫里森                |            | 波巴·費特         |      | 替身            | 常設            | 待公布          |
| 米斯蒂·羅莎斯                |            | 蛙女士            |      | 替身            | 常設            | 待公布          |
| 溫明娜                       |            | 芬妮克·尚德       |      | 聯合主演        | 常設            | 待公布          |
| 梅賽德斯·瓦納多              |            | 科斯卡·李維       |      | Does not appear | 常設            | 待公布          |
| 凱蒂·薩克沃夫                |            | 博-卡坦·克里茲    |      | Does not appear | 常設            | 待公布          |
| 其他聯合主演                 |            |                   |      |                 |                 |                 |
| 傑克·坎納瓦爾                |            | 托洛·卡利肯       |      | 聯合主演        | Does not appear | Does not appear |
| 馬克·伯恩·約尼爾             |            | 蘭恩·馬爾克       |      | 聯合主演        | Does not appear | 待公布          |
| 比爾·伯爾                    |            | 米格斯·梅菲爾德   |      | 聯合主演        | 聯合主演        | 待公布          |
| 娜塔莉·提娜                  |            | 希安              |      | 聯合主演        | Does not appear | 待公布          |
| 克蘭西·布朗                  |            | 伯格              |      | 聯合主演        | Does not appear | 待公布          |
| 理查德·艾歐阿德              |            | Q9-0              |      | 聯合主演        | 聯合主演        | 待公布          |
| 伊斯梅爾·克魯茲·柯多瓦       |            | 秦                |      | 聯合主演        | Does not appear | 待公布          |
| 約翰·李古查摩                |            | 戈爾·科萊什       |      | Does not appear | 聯合主演        | 待公布          |
| 提摩西·奧利芬                |            | 柯布·范思         |      | Does not appear | 聯合主演        | 待公布          |
| 西蒙·凱斯安尼斯              |            | 阿克斯·沃夫斯     |      | Does not appear | 聯合主演        | 待公布          |
| 泰塔斯·威利弗                |            | 帝國艦長          |      | Does not appear | 聯合主演        | 待公布          |
| 霍雷肖·桑斯                  |            | 邁思羅            |      | 客串            | 聯合主演        | 待公布          |
| 麥可·賓恩                    |            | 朗                |      | Does not appear | 聯合主演        | 待公布          |
| 蘿莎瑞·道森                  |            | 亞蘇卡·譚諾       |      | Does not appear | 聯合主演        | 待公布          |
| 黛安娜·李·伊諾桑提           |            | 摩根·艾爾斯貝特   |      | Does not appear | 聯合主演        | 待公布          |
| 馬克·漢米爾                  |            | 路克·天行者       |      | Does not appear | 聯合主演        | 待公布          |
| 客串主演                     |            |                   |      |                 |                 |                 |
| 朱莉婭·瓊斯                  |            | 奧梅拉            |      | 客串            | Does not appear | 待公布          |
| 伊斯拉·法里斯                |            | 溫塔              |      | 客串            | Does not appear | 待公布          |
| 阿西夫·阿里                  |            | 卡賓              |      | 客串            | Does not appear | 待公布          |
| 尤金·科德羅                  |            | 斯托克            |      | 客串            | Does not appear | 待公布          |
| 里約·哈克福德                |            | 里奧特·馬爾       |      | 客串            | Does not appear | Does not appear |
| 馬特·蘭特爾                  |            | 達文              |      | 客串            | Does not appear | 待公布          |
| 戴夫·菲洛尼                  |            | 特拉珀·沃爾夫     |      | 客串            | 客串            | 待公布          |
| 瑞克·法穆易瓦                |            | 吉布·道奇         |      | 客串            | Does not appear | 待公布          |
| 黛博拉·周                    |            | 薩什·凱特         |      | 客串            | Does not appear | 待公布          |
| 李善亨                       |            | 卡森·特瓦         |      | Does not appear | 常設            | 待公布          |

## 主要角色

### 曼達洛人／丁·賈林

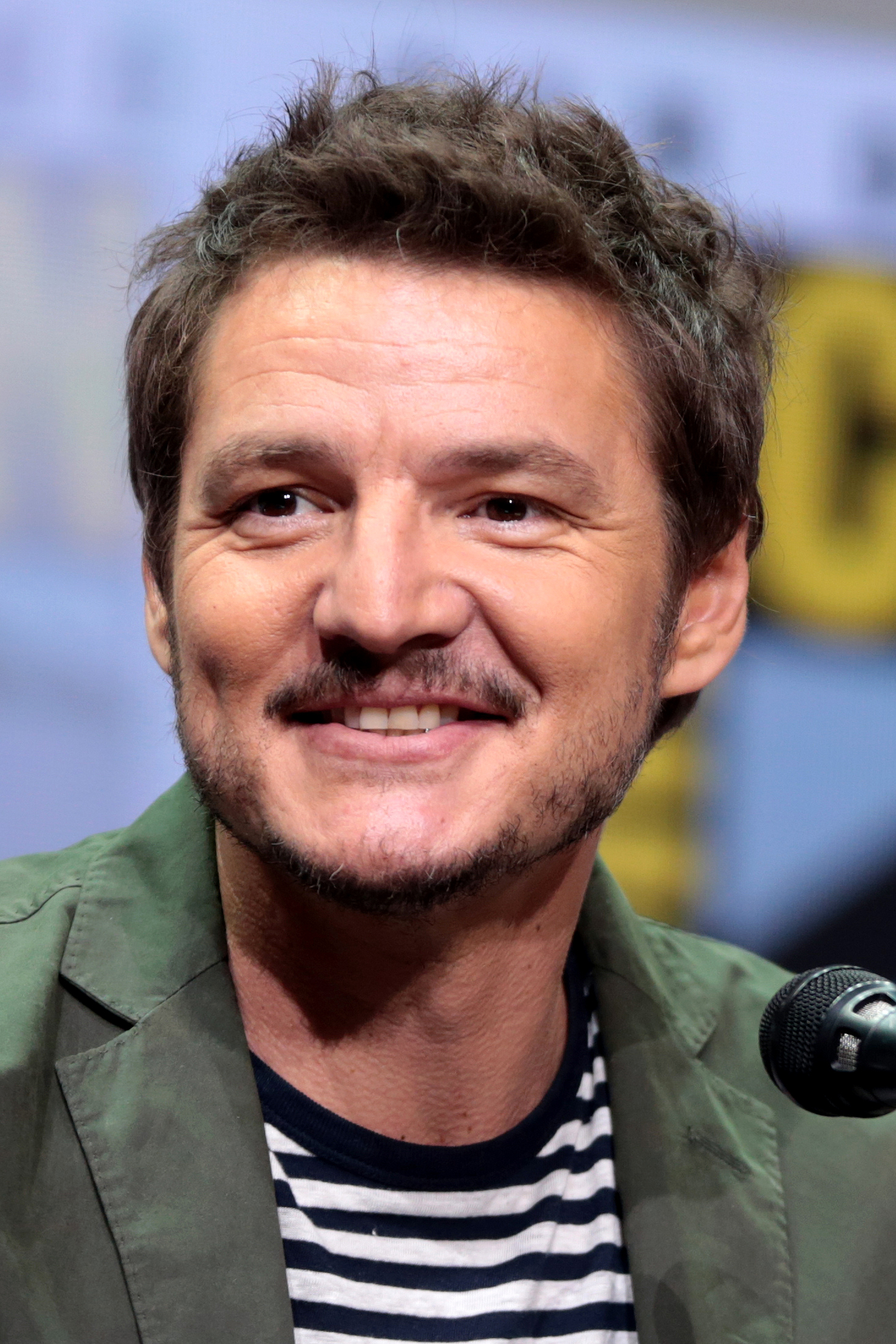
佩德羅·帕斯卡出演標題角色曼達洛人並為其配音

曼達洛人（The Mandalorian），有時簡稱為曼達人（Mando），是主角丁·賈林在劇中的綽號。他是一名孤獨的槍手和賞金獵人，擁有高超的戰鬥技巧。身著曼達洛鐵打造而成的鎧甲，頭戴獨特的鋼盔，他從未在外人面前摘下過頭盔。幼年時，他的父母在複製人之戰中被分離主義陣營的戰鬥機器人殺死，曼達洛族人收養並訓練了他。因此他對任何機器人持有戒心。曼達洛人遇到孩子，開始保護他免遭銀河帝國殘餘勢力的傷害。
曼達洛人由佩德羅·帕斯卡出演，他同時為該角色配音。布倫丹·韋恩（Brendan Wayne）和拉夫·克羅德是帕斯卡的特技替身演員。帕斯卡表示在影集中將延續克林·伊斯威特在義大利式西部片《鏢客三部曲》中的表演風格。《曼達洛人》開創者強·法夫洛建議帕斯卡觀賞黑澤明執導的武士電影（劍法電影）以及義大利式西部片等影片，為出演該角色做準備。該角色以及帕斯卡的表演受到了觀眾和劇評家的好評。

### 孩子／丁古古
古古（Grogu），男主角曼達洛人丁·賈林在得知他的真實姓名之前將他暱稱为「孩子」（The Child），他也通常被眾多影迷和新聞網站編輯稱為「尤達寶寶」（Baby Yoda）。他是與尤達同族的綠膚、長耳、僅嬰兒大小的外星人，雖然他的年紀已經有50歲，但對其種族來說仍然屬於孩童階段。他還不會說話，但可以使用原力控制物體。銀河帝國殘餘勢力的領導者星區長吉迪恩企圖抓獲孩子，賞金獵人曼達洛人丁·賈林原本將孩子交給了吉迪恩的部下客戶。但他思索之後，潛入客戶的基地將孩子帶走，躲避帝國的追捕。在第一季結束時，曼達洛人遵守信條，開始幫助孩子尋找同類。
在第二季中，亞蘇卡揭露孩子的本名為「古古」，曾經在絕地武士的教導下受過原力訓練，但受到創傷後對原力感到恐懼。因為古古和丁·賈林建立了深厚的友誼，因此只有在他的指導下才會使用原力。
電視劇播出之後，孩子這個突出角色在網路上受到影迷、劇評人和新聞網站編輯的喜愛，衍生出很多網路迷因。該角色由《曼達洛人》開創者強·法夫洛構思設想而成，他希望深入探討與尤達相關的謎團以及他的種族故事。他與執行監製戴夫·菲洛尼在最早期的開發階段已經討論過該角色。除了在成片中採用電腦成像技術之外，他的動作主要由多名傀儡师完成。英國《衛報》稱尤達寶寶為2019年最佳新虛擬角色，成為Disney+成功吸引大量觀眾訂閱該串流媒體平台的關鍵因素。

## 常設角色

### 格里夫·卡加

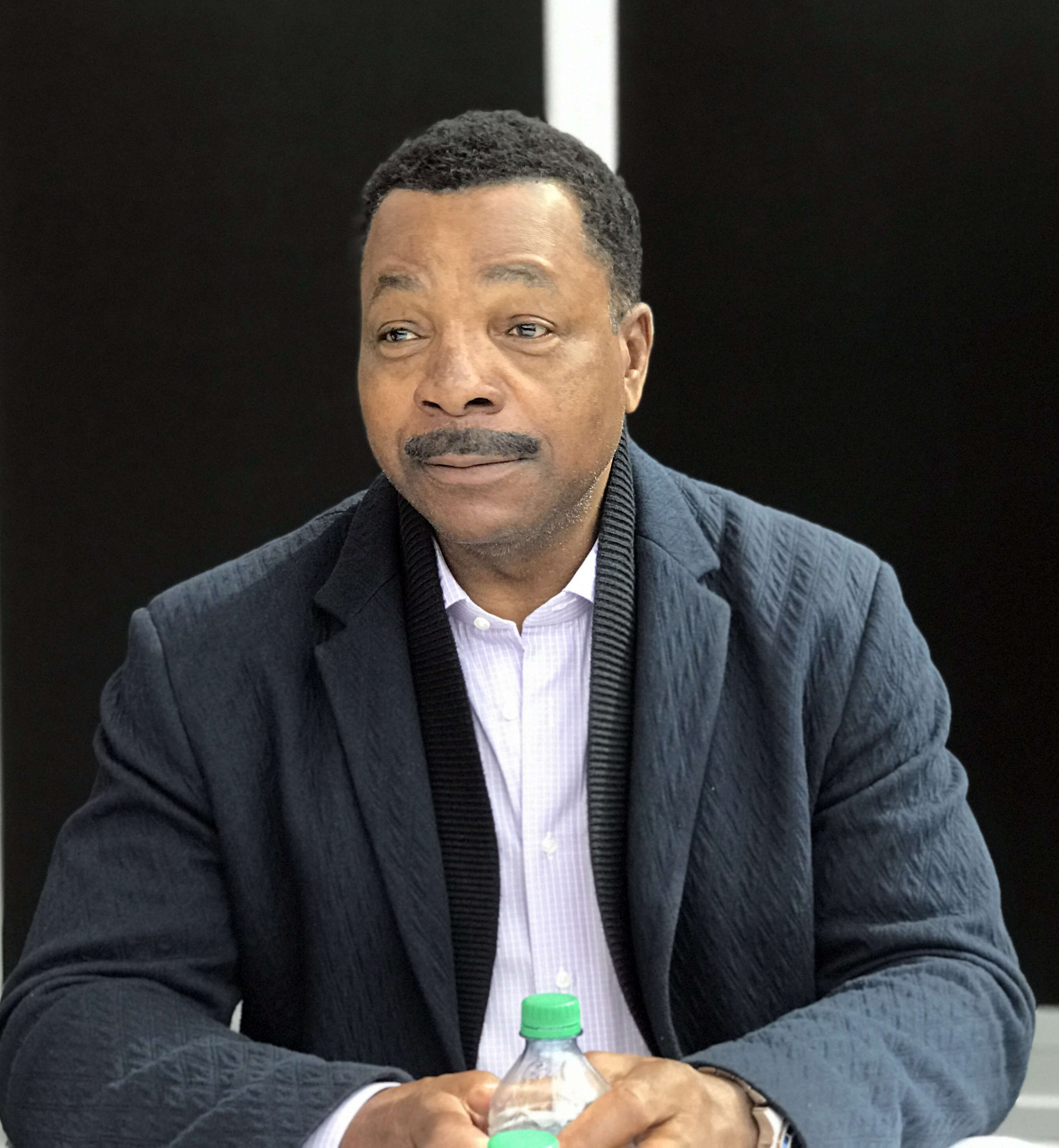
卡爾·韋瑟斯出演賞金獵人公會的首領格里夫·卡加

格里夫·卡加（Greef Karga）是賞金獵人公會的首領，於〈第一章：曼達洛人〉中登場。他在納瓦羅星球將任務分配給各個賞金獵人。在第一季中，起初他是曼達洛人的盟友，將抓捕孩子的任務分配給他。在曼達洛人執意攜帶孩子離開時，他率領賞金獵人伏擊曼達洛人。此後，卡加假稱與曼達洛人聯手解決客戶，其實是想殺死曼達洛人，將孩子交給帝國殘餘勢力。但是卡加在戰鬥中受傷，在孩子使用原力將他治癒之後，他感念孩子的救命之恩，改变主意，開始協助曼達洛人保護孩子。
格里夫·卡加由卡爾·韋瑟斯飾演，他通過美國導演協會結識了節目統籌強·法夫洛。韋瑟斯答應出演該角色，但要求能夠執導第二季。該角色原本只出現於少量集數之中，由於強·法夫洛和編劇們喜歡該角色而增加了戲份。韋瑟斯沒有使用特技演員。該角色受到了觀眾和劇評家的好評。

### 客戶

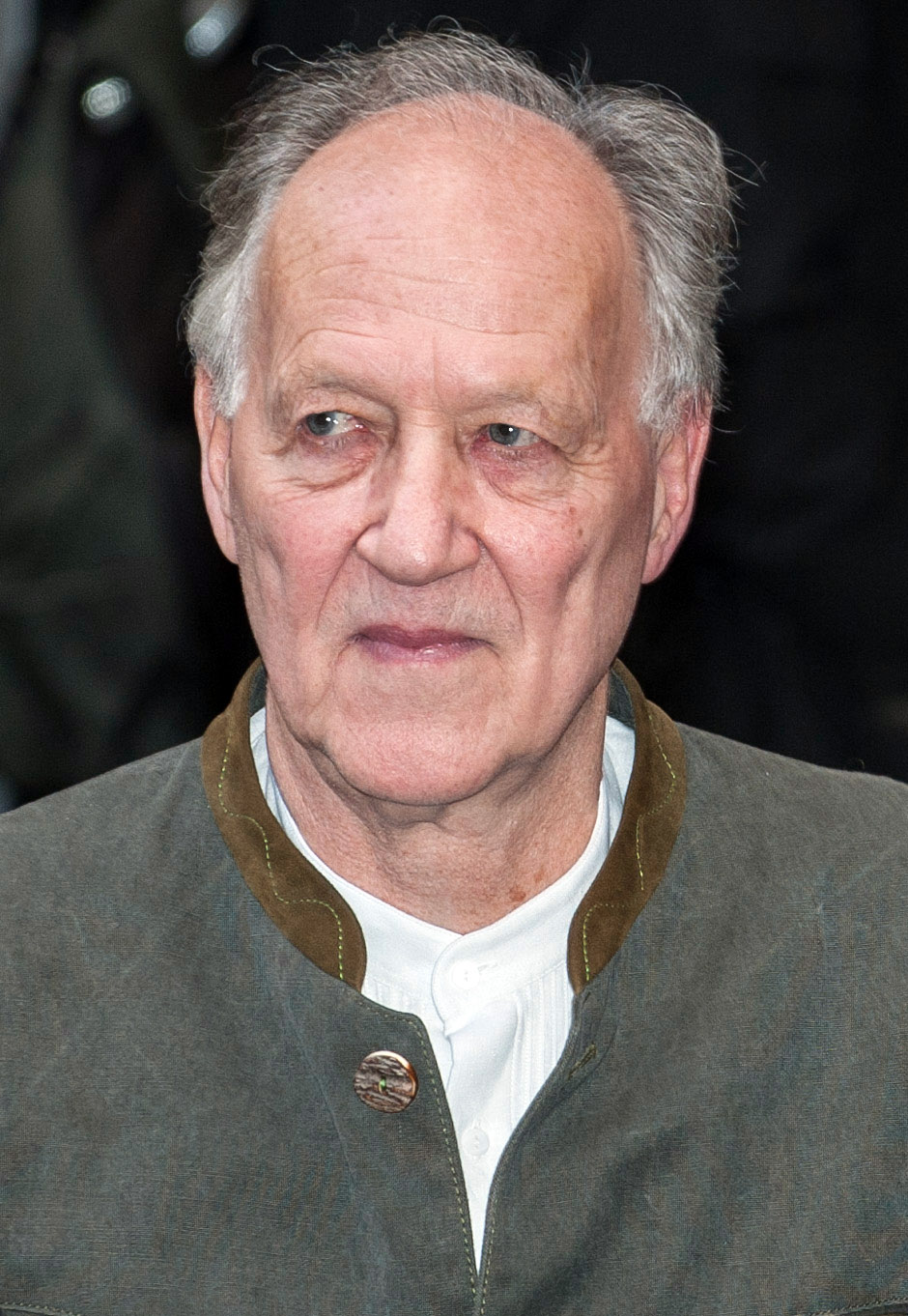
德國導演韋納·荷索出演客戶 (星際大戰)

客戶（The Client）是銀河帝國殘餘勢力中的一名特工，手下擁有多名帝國風暴兵，於〈第一章：曼達洛人〉中登場。他奉上級星區長吉迪恩的命令，僱傭包括曼達洛人在內的多名賞金獵人抓捕孩子。客戶沒有透露抓捕孩子的用意，但他命令手下潘興博士從孩子體內「提取必要的材料」。曼達洛人將孩子交付給客戶，考慮再三之後，他又潛入客戶的基地把孩子解救出來。客戶籌劃利用格里夫·卡加奪回孩子，但是當他與曼達洛人會面之際，上級吉迪恩命令帝國風暴兵開火，將他射殺。
客戶由德國導演韋納·荷索飾演。荷索為幫助自己執導的電影《家庭羅曼史有限公司》籌措資金，同意出演該角色。他並不了解強·法夫洛過往的作品，也沒有觀看過《星際大戰》系列電影，但是他對《曼達洛人》的劇本和製作風格十分欣賞。荷索強烈建議節目監製使用傀儡木偶而非電腦成像技術去完成孩子的形象製作。客戶這一角色以及荷索的表演受到了觀眾和劇評家的好評。

### 潘興博士

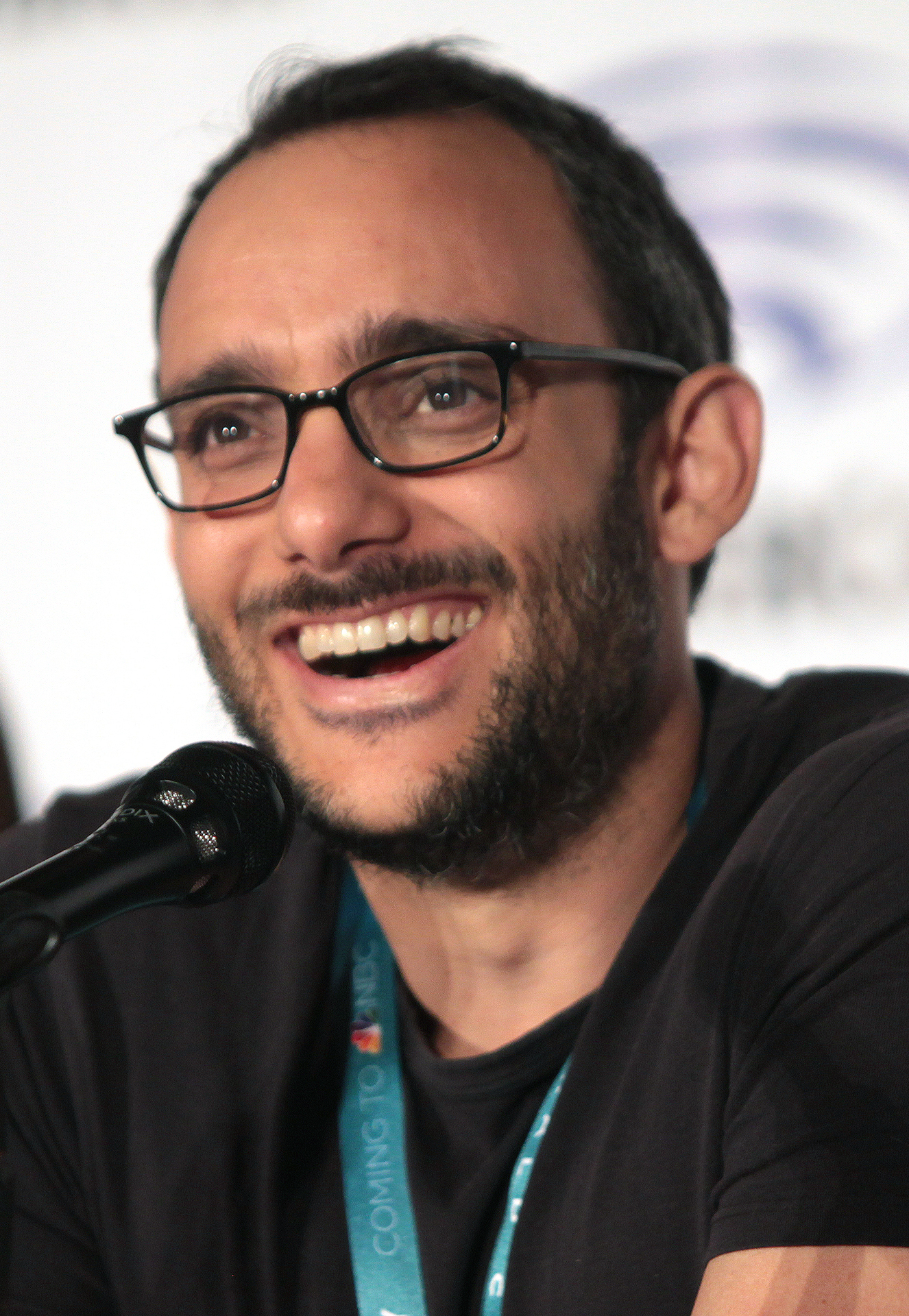
歐米德·阿塔西出演潘興博士

潘興博士（Dr. Pershing）是銀河帝國殘餘勢力中的一名科學家和醫生，為客戶工作，於〈第一章：曼達洛人〉中登場。他目前出現於兩集之中。在首播集〈第一章：曼達洛人〉中，當曼達洛人接受客戶的僱傭時，潘興博士出現於現場。客戶給予曼達洛人一塊稀有的金屬材料曼達洛鐵作為訂金，潘興博士補充說要將孩子活著帶回來。在〈第三章：罪〉中，曼達洛人將孩子交付之後，客戶命令潘興博士從孩子體內「提取必要的材料並加以處理」，潘興博士提出異議，指出雇主已明確命令確保孩子存活。曼達洛人返回客戶的基地，殺死了此處所有的帝國風暴兵，找到孩子和潘興博士。潘興博士告訴曼達洛人在他到來之前，自己想方設法保住了孩子的性命。曼達洛人因此沒有傷害他。
潘興博士由歐米德·阿塔西飾演，他此前為動畫影集《星際大戰：複製人之戰》中的一名叫阿米斯（Amis）的曼達洛人配音。劇中潘興博士的右臂上的一枚徽章類似於前傳電影《星際大戰二部曲：複製人全面進攻》中卡米諾星球上複製人製造工廠的標誌。這使得部分影迷和新聞編輯猜測潘興博士正在對孩子進行複製人實驗。潘興博士是迪士尼接手《星際大戰》系列之後，第一個戴眼鏡的人類角色，這違背喬治·盧卡斯的設定。

### 軍械員
軍械員（The Armorer）是曼達洛一族在納瓦羅星球秘密基地的一名首領，她為族人修理並打造鎧甲，於〈第一章：曼達洛人〉中登場。曼達洛人找她用客戶給的曼達洛鐵打造一套新鎧甲。在第一季結束時，軍械員要求曼達洛人遵守信條，照顧孩子，並幫助孩子找到同類。該角色的創作靈感部分來自於黑澤明的電影以及武士文化。
軍械員由艾蜜莉·史瓦洛飾演，勞倫·瑪麗·金（Lauren Mary Kim）擔當她的特技演員。史瓦洛在試鏡該角色時，並不知道這是《星際大戰》的電視劇角色。〈第三章：罪〉的導演黛博拉·周給她的表演提供指導。勞倫·瑪麗·金參與的打鬥場景受到菲律賓傳統武術技法阿尼斯的啟發。軍械員這一角色受到了觀眾和劇評家的喜愛。

### 奎伊爾

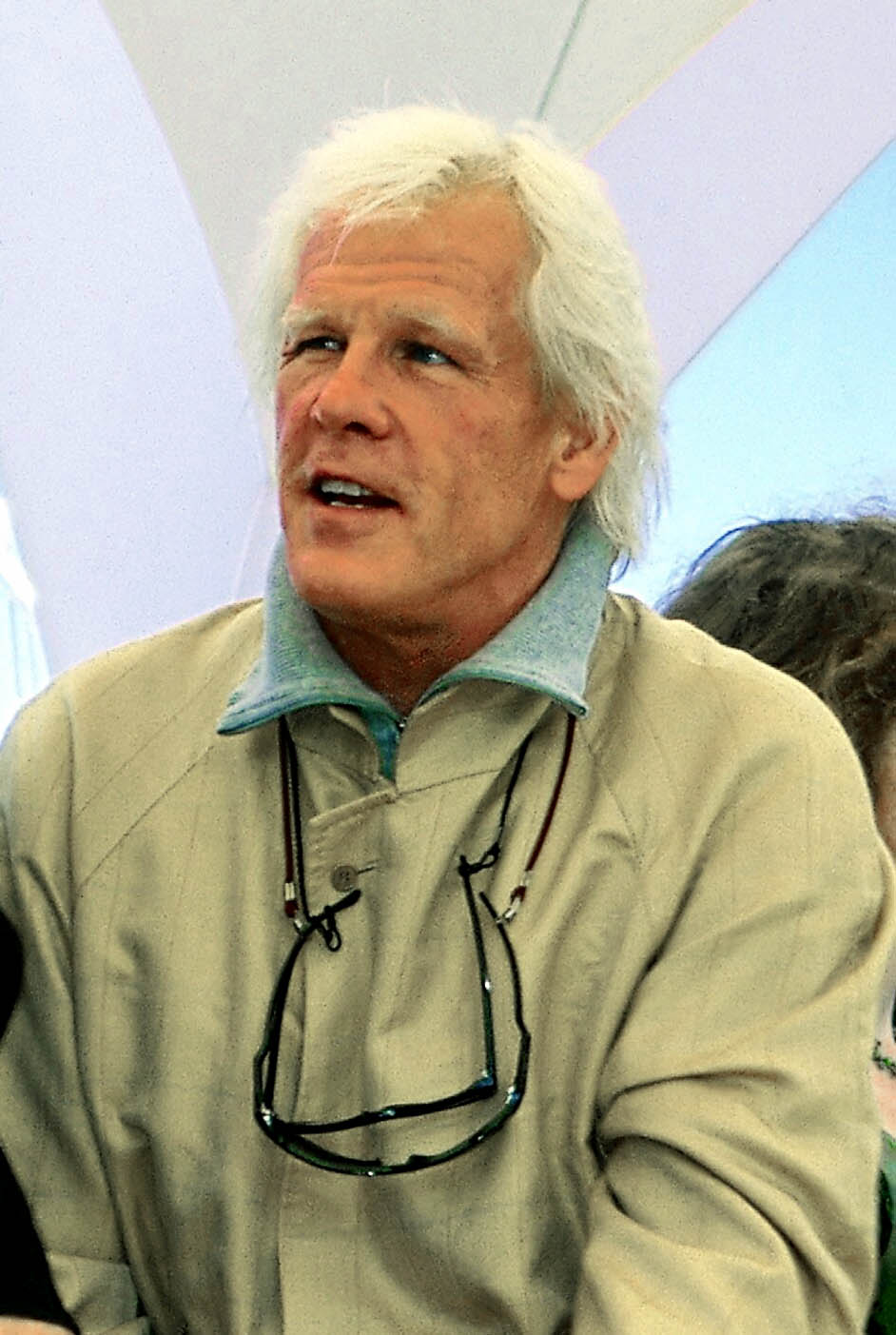
尼克·諾特為奎伊爾配音，他在一個下午內完成配音工作

奎伊爾（Kuiil）是外星種族乌格瑙特人，前銀河帝國的一名契約勞工，於〈第一章：曼達洛人〉中登場。他當前居住在沙漠星球上，遇到前來抓捕孩子的曼達洛人。奎伊爾協助他完成任務，並與賈瓦人談判，換回零件之後，幫曼達洛人組裝飛船。奎伊爾還將被曼達洛人擊毀的賞金獵人機器人IG-11重新編程為保母機器人。此後，他與IG-11加入曼達洛人的團隊，前往尼瓦羅星球與格里夫·卡加會面。曼達洛人被星區長吉迪恩率眾包圍之際，兩名帝國偵查兵竊聽到曼達洛人與奎伊爾的對話，他們駕駛飛行摩托追上奎伊爾並殺死了他，將孩子帶走。
奎伊爾由尼克·諾特配音，他在一個下午內完成配音工作。米斯蒂·羅莎斯（Misty Rosas）擔當該角色的形態演員。該角色受到了觀眾和劇評家的好評。有劇評人認為該角色是劇中的最佳角色，奎伊爾的口頭禪「言止于此」（I have spoken）成為第一季最知名且受喜愛的台詞。

### IG-11

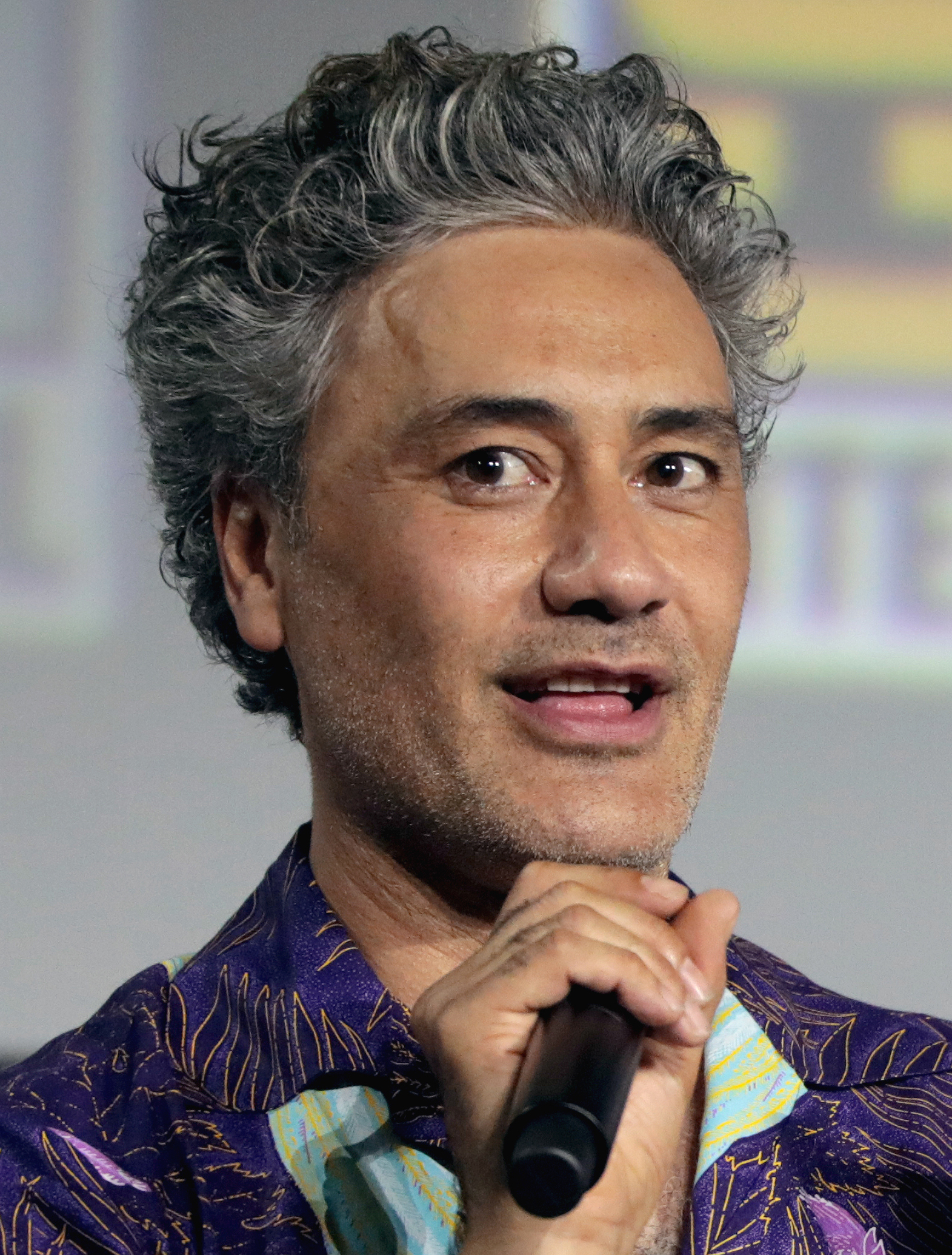
塔伊加·維迪提為IG-11配音，他還執導了第一季〈第八章：救贖〉

IG-11是一個以賞金獵人為業的機器人，它接到任務去抓捕並殺死孩子，於〈第一章：曼達洛人〉中登場。曼達洛人在抓捕孩子途中第一次遇到IG-11，他們合作解決雇佣军。IG-11打算殺死這個孩子，曼達洛人在IG-11動手前一槍打爆了它。奎伊爾將它修復，重新編程為保母機器人，能夠保護孩子。隨後，它與奎伊爾加入曼達洛人的團隊，前往尼瓦羅星球與格里夫·卡加會面。曼達洛人起初並不信任改造後的IG-11，但它最終犧牲自己保護了孩子和同伴。
IG-11由塔伊加·維迪提配音，他在製作漫威電影時結識節目統籌強·法夫洛。維迪提表示配音時試圖營造出缺乏人類情感的聲音，同時保留了某種人性特質，介於Siri和HAL 9000之間。由於角色相似，IG-11在初次登場時被觀眾誤認為是IG-88。該角色受到了觀眾和劇評家的喜愛。

### 卡拉·鄧恩

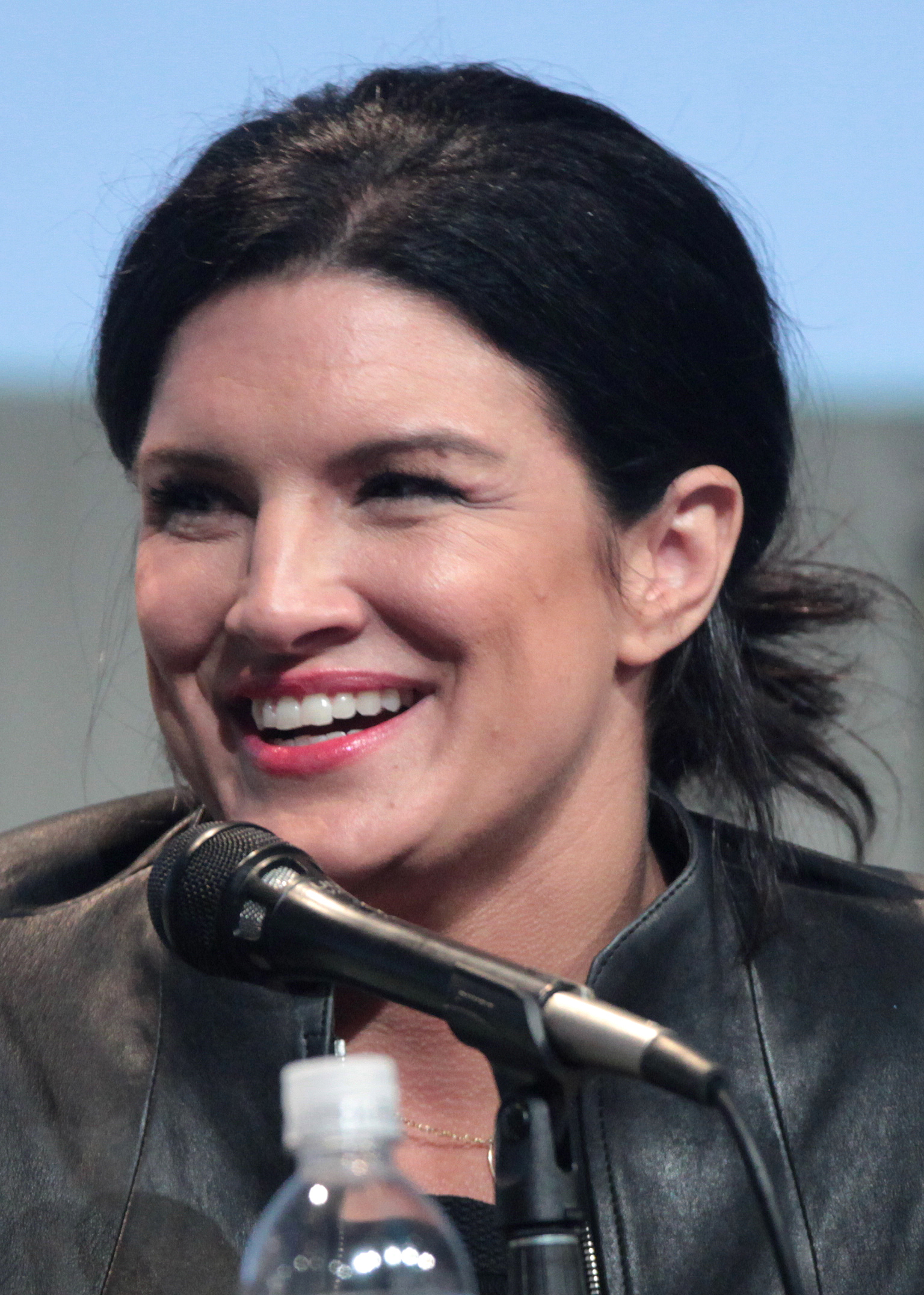
吉娜·卡拉諾出演卡拉·鄧恩

卡拉·「卡拉西婭」·鄧恩（Cara "Carasynthia" Dune）是前反抗軍震擊士兵，曾參與推翻銀河帝國的內戰，現為一名僱傭兵，於〈第四章：庇護所〉中登場。她來自奧德蘭星球，經受過高度訓練，是一名戰鬥技巧高超的戰士。她對銀河帝國心懷仇恨，難以適應戰後生活。卡拉在索爾根星球第一次遇見曼達洛人，他們聯手保護當地村莊。此後，曼達洛人招募她共同保護孩子，抵抗銀河帝國殘餘勢力。
卡拉·鄧恩由吉娜·卡拉諾飾演，節目統籌強·法夫洛專門為她創作了這個角色，而且沒有招募其他女演員參與試鏡。法夫洛試圖創作出一個有別於莉亞公主的強大獨立的女性角色。吉娜·卡拉諾親身出演了部分需要特技演員演出的場景。卡拉·鄧恩這一角色受到了觀眾和劇評家的好評，被認為是代表女性主義的典型角色。
2021年2月，吉娜·卡拉諾因在社交媒體上發表爭議性政治言論，盧卡斯影業宣布其後將不會再錄用她，同時她在此作所飾演卡拉·鄧恩的角色亦將被取消。

### 星區長吉迪恩

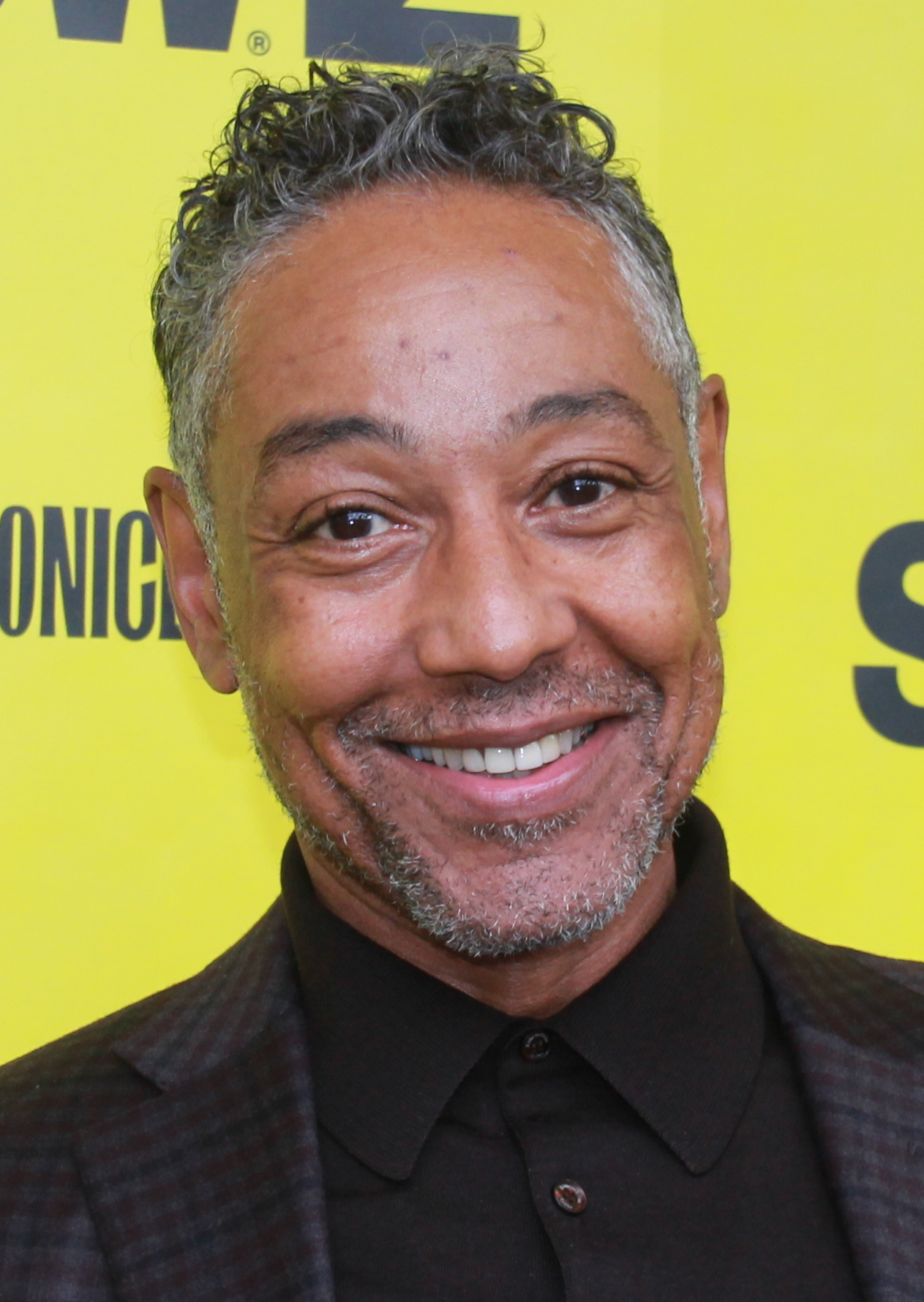
詹卡洛·埃斯波西托出演星區長吉迪恩

星區長吉迪恩（Moff Gideon）是一名銀河帝國殘餘勢力的領導者，於〈第七章：清算〉中登場。他以前是銀河帝國的秘密情報部門帝國安全局的特工，曾參與消滅曼達洛族人的行動。在電視劇《曼達洛人》中，吉迪恩短暫圍困住曼達洛人，試圖抓捕孩子，但是未獲成功。吉迪恩知道曼達洛人及其同伴卡拉·鄧恩以及格里夫·卡加的來歷，揭露曼達洛人的真實姓名為丁·賈林。在第一季結束時，吉迪恩使用暗劍劈開墜落的戰鬥機，得以生還。暗劍是一名曼達洛人絕地武士所鑄造的特殊光劍，曾出現於動畫《星際大戰：反抗軍起義》中。
吉迪恩由詹卡洛·埃斯波西托飾演。他是被節目統籌強·法夫洛邀請出演該角色，兩人此前曾合作過數次。吉迪恩這一角色獲得觀眾和劇評家的正面評價。

### 派麗·莫托

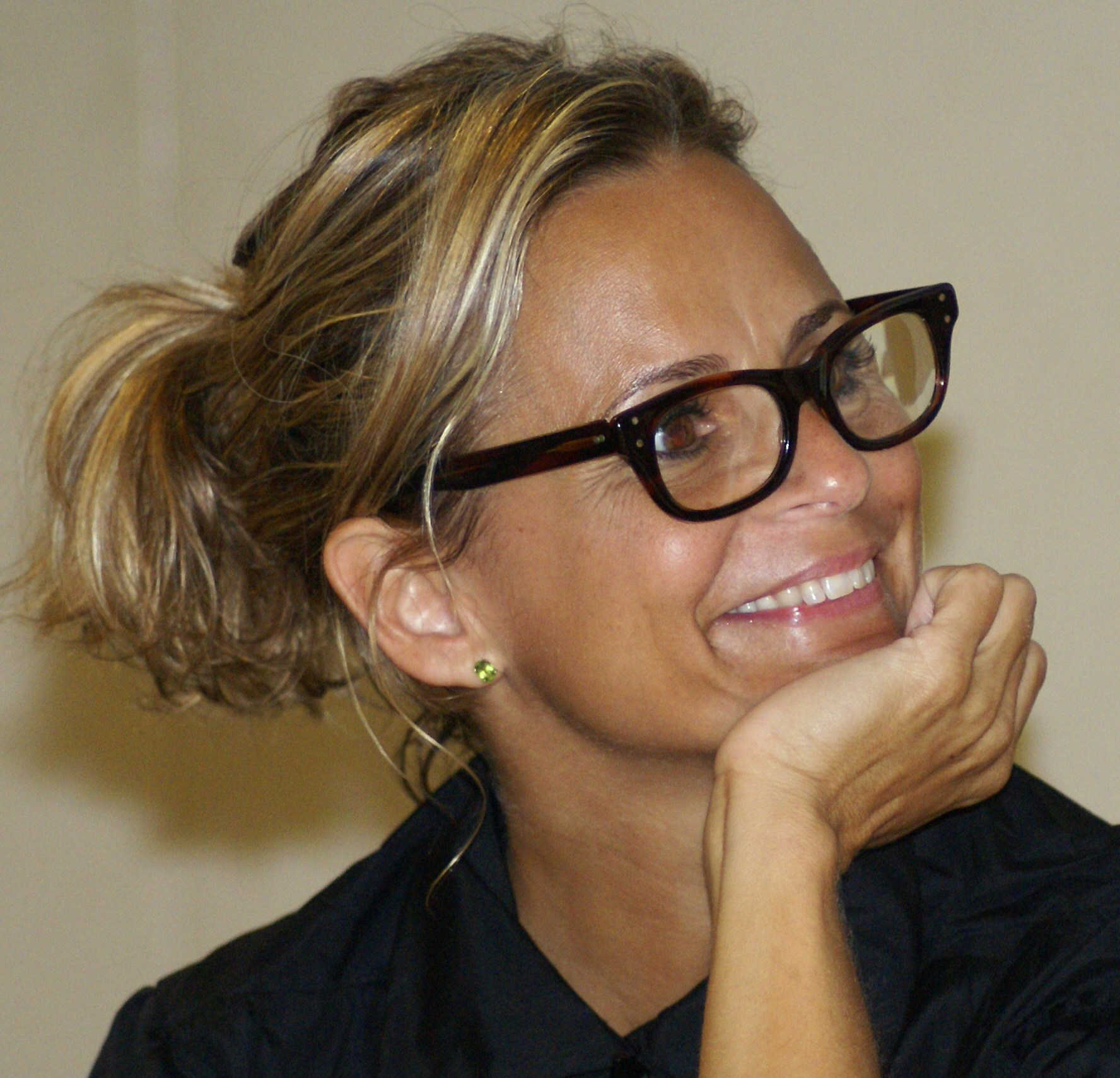
艾咪·莎德瑞斯出演派麗·莫托

派麗·莫托（Peli Motto）是塔圖因星球摩斯艾斯里航天港的機械維修師，於〈第五章：槍手〉中登場。曼達洛人僱傭她修補被里奧特·馬爾擊壞的飛船。派麗見到從飛船上下來的孩子，並照顧他。賞金獵人托洛·卡利肯劫持了她與孩子，逼迫曼達洛人就範。曼達洛人擊殺了托洛·卡利肯，救出派麗和孩子。在〈第九章：執法官〉中，曼達洛人回到塔圖因摩斯艾斯里的航天港，莫托幫助他修理飛船，並告知他莫斯帕哥的具體地點。
派麗·莫托由艾咪·莎德瑞斯飾演，她此前曾出演強·法夫洛執導的2003年電影《精靈總動員》。莎德瑞斯表示很開心能夠與孩子的傀儡一起演出。派麗·莫托這一角色受到了觀眾和劇評家的好評。

### 蛙女士
蛙女士（Frog Lady）於〈第十章：旅人〉中登場，由米斯蒂·羅莎斯（Misty Rosas）擔當形態演員，迪·布萊德利·貝克為該角色配音。

### 卡森·特瓦
卡森·特瓦（Carson Teva）於〈第十章：旅人〉中登場，由李善亨飾演。

## 客串角色

### 第一季引入角色

#### 邁思羅
邁思羅（Mythrol）是外星種族，藍色皮膚，臉上長有魚鰭，賞金獵人公會懸賞通緝的對象。他出現於〈第一章：曼達洛人〉的開場階段，曼達洛人在小酒館中將他抓獲。隨後他被送至賞金獵人公會。
邁思羅由喜劇演員霍雷肖·桑斯飾演，他是《星際大戰》的長期影迷。布萊恩·斯佩（Brian Sipe）是該角色的化妝師。

#### 帕茲·維茲拉
帕茲·維茲拉（Paz Vizsla）是一名身體強壯的曼達洛族人，重型步兵戰士。他於〈第三章：罪〉中登場，指責曼達洛人為銀河帝國的特工做事，軍械員制止了兩人的爭執。當曼達洛人被賞金獵人公會伏擊時，帕茲·維茲拉連同其他曼達洛族人趕來救援。
帕茲·維茲拉由泰特·弗萊徹（Tait Fletcher）出演，強·法夫洛配音。他此前曾在動畫影集《星際大戰：複製人之戰》中為名字相似的曼達洛戰士普雷·維茲拉（Pre Vizsla）配音。

#### 奧梅拉
奧梅拉（Omera）是索爾根星球上一個村落的居民，她是一位孀婦，與女兒溫塔生活在一起，於〈第四章：庇護所〉中登場。村民僱傭曼達洛人和卡拉·鄧恩前來幫助抵抗掠奪者克拉圖因人，奧梅拉與曼達洛人成為朋友，兩人彼此產生好感。她參與了反擊掠奪者的戰鬥。
奧梅拉由朱莉婭·瓊斯飾演。〈第四章：庇護所〉導演布萊絲·達拉斯·霍華表示，因為曼達洛人始終戴著頭盔，兩人之間感情的體現具有挑戰性。曼達洛人的特技替身演員布倫丹·韋恩（Brendan Wayne）在拍攝這場感情戲之時，感性地哭了出來。奧梅拉這一角色受到了劇評家的正面評價。

#### 溫塔
溫塔（Winta）是奧梅拉的女兒，與母親生活在索爾根星球上一個村落中，於〈第四章：庇護所〉中登場。曼達洛人帶著孩子來到村落之後，溫塔與孩子建立友誼。
溫塔由伊斯拉·法里斯（Isla Farris）飾演。

#### 卡賓和斯托克
卡賓和斯托克（Caben and Stoke）是索爾根星球上一個村落的兩名農民，於〈第四章：庇護所〉中登場。兩人僱傭曼達洛人驅逐不時到村落騷擾劫掠的克拉圖因人。
卡賓由阿西夫·阿里（Asif Ali）飾演，斯托克由喜劇演員尤金·科德羅飾演。

#### 里奧特·馬爾
里奧特·馬爾（Riot Mar）是一名賞金獵人，於〈第五章：槍手〉登場，他嘗試從曼達洛人手中奪回孩子。里奧特·馬爾駕駛星際戰鬥機攻擊曼達洛人的飛船，經過短暫的纏鬥之後，他被曼達洛人殺死。
里奧特·馬爾由里約·哈克福德（Rio Hackford）飾演。

#### 托洛·卡利肯
托洛·卡利肯（Toro Calican）是一名年輕的新手賞金獵人，於〈第五章：槍手〉中登場。他希望能夠加入賞金獵人公會，因此向曼達洛人提議，幫助他抓捕被公會懸賞緝拿的殺手芬妮克·尚德。後來他在芬妮克·尚德勸說下，意圖抓捕曼達洛人，被曼達洛人擊殺。
托洛·卡利肯由傑克·坎納瓦爾飾演。該角色得到劇評家的中立或負面評價。

#### 芬妮克·尚德

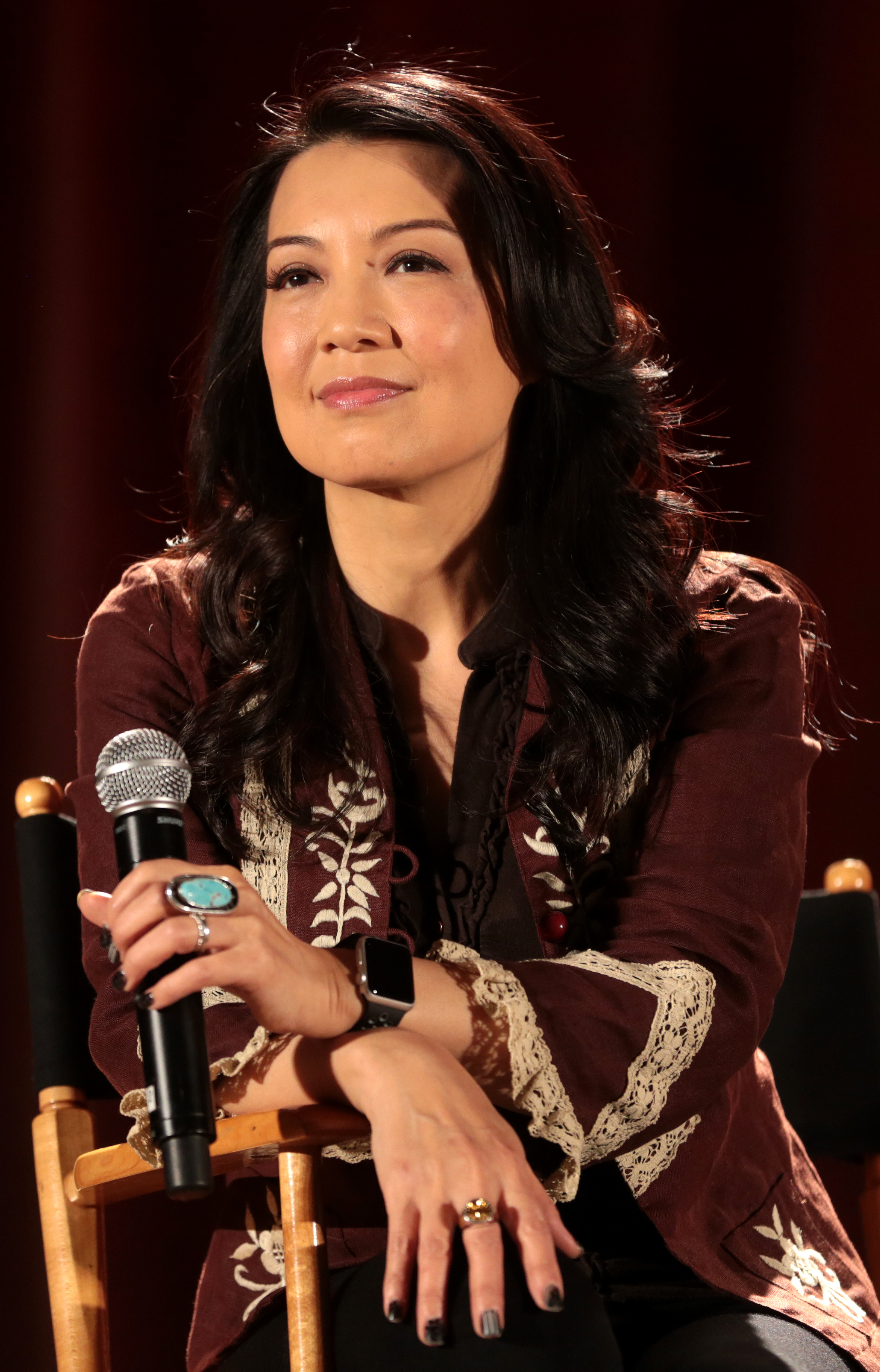
溫明娜出演芬妮克·尚德，她是第一位出演《星際大戰》系列中主要反派角色的亞裔女演員

芬妮克·尚德（Fennec Shand）是能力出眾的菁英雇傭兵殺手，於〈第五章：槍手〉中登場。她被賞金獵人公會懸賞緝拿，托洛·卡利肯希望抓獲她，從而加入賞金獵人公會。在曼達洛人的幫助下，尚德被卡利肯抓獲。尚德勸說卡利肯，曼達洛人比她更有價值。卡利肯用爆能槍擊倒了尚德，獨自去對付曼達洛人。卡利肯走後，一個神秘人來到了尚德的倒身之處。
芬妮克·尚德由溫明娜飾演。芬妮克·尚德是《星際大戰》系列中第一位由亞裔女演員出演的主要反派角色。該角色的性格受到耳廓狐的啟發，靈敏狡猾，具有極強的隱蔽、掌控和生存能力。芬妮克·尚德這一角色受到了觀眾和劇評家的喜愛。部分劇評人認為該角色出場時間太短，以至於沒能深入探索她的潛力。還有部分劇評人認為該角色在〈第五章：槍手〉結尾時並沒有死，仍然有機會在後續影集中出現。

#### 蘭恩·馬爾克
蘭薩爾·「蘭恩」·馬爾克（Ranzar "Ran" Malk）是年長的僱傭軍首領，擁有一座太空空間站，於〈第六章：囚犯〉中登場。他招募曼達洛人，籌劃營救關押在新共和國一處太空監獄裡的一名囚犯秦。在任務完成之後，他打算殺死曼達洛人，但是他的基地被三架新共和國X翼戰機攻擊，曼達洛人順利逃脫。
蘭恩·馬爾克由馬克·伯恩·約尼爾飾演。該角色以及約尼爾的表演得到影迷的正面評價。

#### 米格斯·梅菲爾德

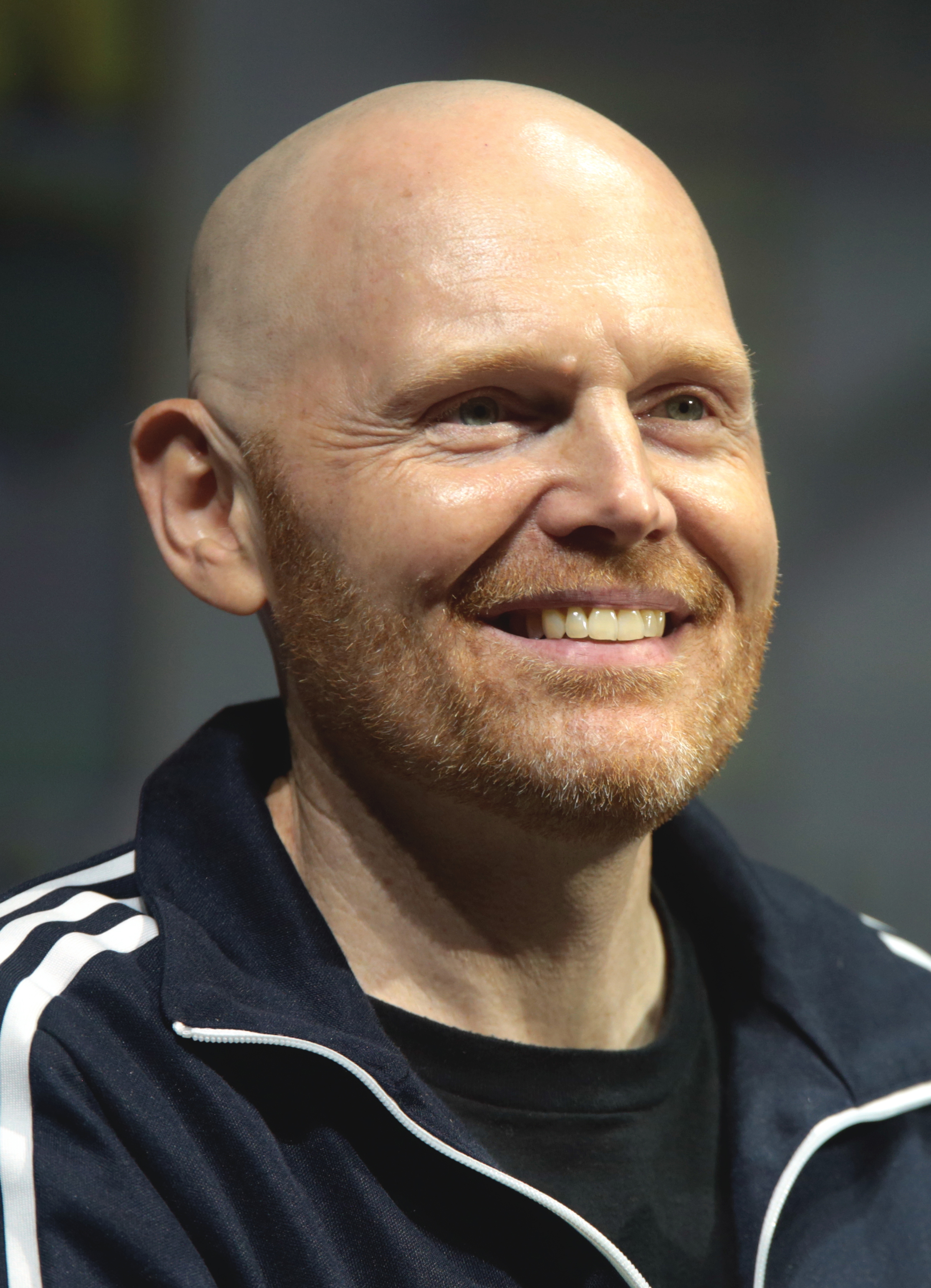
喜劇演員比爾·伯爾出演米格斯·梅菲爾德

米格斯·梅菲爾德（Migs Mayfeld）是曾為銀河帝國效力的神槍手，當前是蘭恩的得力助手，於〈第六章：囚犯〉中登場，帶領小隊營救關押在新共和國一處太空監獄裡的一名囚犯秦。他的武器是手中的兩把爆能槍，身後還有受機器人控制的第三把爆能槍。在營救囚犯期間，他與曼達洛人產生衝突，最後設計將曼達洛人困於囚室。曼達洛人逃出後，打敗了他並將他關進牢房。
米格斯·梅菲爾德由喜劇演員比爾·伯爾出演。他此前不是《星際大戰》的影迷，並在單口喜劇表演中多次嘲諷《星際大戰》的影迷群體。強·法夫洛向他發出邀請之後，他認為過去相關的表演使得他答應出演該劇的行為更有趣。伯爾稱讚了影集拍攝的技術層面以及編劇風格。該角色受到了影迷和劇評家的正面評價。

#### 希安
希安（Xi'an）是擅用飛刀的提列克人，於〈第六章：囚犯〉中登場。她聲稱曾是曼達洛人的戀人。希安是梅菲爾德帶領的營救小隊其中一員，她是秦的妹妹。執行任務期間，她與梅菲爾德聯合將曼達洛人困於囚室。曼達洛人逃出後，打敗了她並將他關進牢房。
希安由娜塔莉·提娜飾演。提娜此前曾出演《冰與火之歌：權力遊戲》和哈利波特系列電影。她是繼佩德羅·帕斯卡之後，《冰與火之歌：權力遊戲》的演員之中，第二位出演《曼達洛人》的演員。該角色受到了劇評家的混合評價，部分劇評家將該角色類比於DC漫畫的角色哈莉·奎茵。

#### 伯格
伯格（Burg）是紅色皮膚、身體強壯的德瓦隆人，蘭恩招募的船員之一，於〈第六章：囚犯〉中登場。他是梅菲爾德帶領的營救小隊其中一員。執行任務期間，多次嘲笑曼達洛人，一度試圖取下曼達洛人的頭盔。他與梅菲爾德聯合將曼達洛人困於囚室。曼達洛人逃出後，打敗了他並將他關進牢房。
伯格由克蘭西·布朗飾演。他此前曾為遊戲《星際大戰：賞金獵人》中的曼達洛族賞金獵人蒙羅斯（Montross）以及動畫影集《星際大戰：複製人之戰》和《星際大戰：反抗軍起義》中的角色配音。該角色受到了劇評家的正面評價，部分劇評家將該角色類比於黑馬漫畫的超級英雄角色地獄男爵。

#### Q9-0
Q9-0，通常被稱為「零」（Zero），是蘭恩的機器人，可以擔當飛行員、導航員和駭客等職責，於〈第六章：囚犯〉中登場。它隨梅菲爾德前去營救秦。執行任務期間，它發現賞金獵人公會首領格里夫·卡加懸賞捉拿孩子的檔案，在它試圖抓獲孩子之際，被趕回飛船的曼達洛人擊倒。
Q9-0由理查德·艾歐阿德配音，該角色受到了劇評家的正面評價。網站編輯布拉德·傑克遜（Brad Jackson）認為該角色名是向漫畫書《星際大戰：阿芙拉博士》中的機器人0-0-0致敬，類似於正傳中的C-3PO。該機器人的衍生產品Funko玩具已經發售。

#### 秦
秦是紫色皮膚的提列克人，他被囚禁在新共和國的一處太空監獄裡，於〈第六章：囚犯〉中登場。他認為自己被捕與曼達洛人有關。蘭恩·馬爾克安排包括曼達洛人在內的一小隊人前去營救他。成功之後，他們設計將曼達洛人困於囚室。曼達洛人逃出後，抓獲秦並將他帶回蘭恩的太空站，交付給蘭恩。曼達洛人事前將跟蹤信標放在秦的身上，循跡追來的三架新共和國X翼戰機對蘭恩的太空站發起攻擊。
秦由伊斯梅爾·克魯茲·柯多瓦飾演，該角色受到了劇評家的正面或混合評價。

#### 達文
達文（Davan）是新共和國戰士，就職於一座太空監獄，是該監獄裡唯一的非機器人工作人員，於〈第六章：囚犯〉中登場。雖然曼達洛人盡力保全他的性命，他被希安偷襲殺死。
達文由馬特·蘭特爾飾演，他此前曾為動畫影集《星際大戰：複製人之戰》中的主角安納金·天行者配音，並為其他一些小角色配音。他的表演受到劇評家的正面評價。

#### 特拉珀·沃爾夫、吉布·道奇和薩什·凱特
特拉珀·沃爾夫、吉布·道奇和薩什·凱特（Trapper Wolf, Jib Dodger and Sash Ketter）是新共和國的三名X翼戰機飛行員，於〈第六章：囚犯〉中登場。接到有囚犯逃走的跟蹤信標發出的信號之後，他們駕駛X翼戰機對蘭恩的太空站發起攻擊。
三名飛行員均由第一季中的三位導演飾演，戴夫·菲洛尼、瑞克·法穆易瓦和黛博拉·周分別出演特拉珀·沃爾夫、吉布·道奇和薩什·凱特。〈第六章：囚犯〉由瑞克·法穆易瓦執導，他同時參與撰寫劇本。

### 第二季引入角色

#### 戈爾·科萊什
戈爾·科萊什（Gor Koresh）是獨眼阿比斯人，於〈第九章：執法官〉中登場。曼達洛人丁·賈林打聽其他曼達洛人的下落，科萊什和他的手下企圖殺死曼達洛人，搶劫他的鎧甲。曼達洛人擊敗科萊什以及他的隨從，將他倒吊在路邊燈柱上審問。科萊什透露聽說有一名曼達洛人在塔圖因星球的莫斯帕哥（Mos Pelgo）小鎮活動。曼達洛人徑自離開，沒有將科萊什放下，周圍大批的夜間生物開始接近他。
戈爾·科萊什由約翰·李古查摩配音。

#### 柯布·范思
柯布·范思（Cobb Vanth）是塔圖因星球上莫斯帕哥（Mos Pelgo）小鎮的執法官，於〈第九章：執法官〉中登場。此前，反抗軍摧毀第二顆死星之後，帝國勢力從塔圖因星球撤退，在無政府狀態下，范思躲過采礦隊的襲擊，用偷來的水晶從賈瓦人手中換到曼達洛鎧甲。從此他成為小鎮的執法官，負責保護居民的人身安全。他與來到小鎮的曼達洛人聯手，策劃消滅了為禍人類的克雷特龍。事後，范思將鎧甲送予曼達洛人。
柯布·范思由提摩西·奧利芬飾演。該角色首次出現於小說三部曲《星際大戰：餘波》之中。

#### 波巴·費特
波巴·費特（Boba Fett）是曼達洛人，曾是一名賞金獵人。他於〈第九章：執法官〉的片尾客串出場，在遠處目睹了曼達洛人丁·賈林率領眾人殺死克雷特龍的行動。〈第十四章：悲剧〉中再次出現，和芬妮克·尚德一同襲擊曼達洛人，要求他交出自己的裝甲（即為〈第九章：執法官〉中柯布·范思穿著的曼達洛裝甲）。後在得到裝甲後幫助曼達洛人攻擊來犯的帝國風暴兵和保護古古，但卻失敗導致古古被抓。後和曼達洛人一同策畫救出古古的計畫。
波巴·費特由特穆拉·莫里森飾演。該角色首次以動畫形式出現於1978年電視特輯《星際大戰：假日特輯》之中，此後在正傳三部曲的《星際大戰五部曲：帝國大反擊》和《星際大戰六部曲：絕地大反攻》中正式登場。

#### 科斯卡·李維
科斯卡·李維（Koska Reeves）於〈第十一章：女繼承人〉中登場，由梅賽德斯·瓦納多飾演。

#### 博-卡坦·克里茲/奎茲氏族的布卡坦
博-卡坦·克里茲（Bo-Katan (of Clan) Kryze）於〈第十一章：女繼承人〉中登場，由凱蒂·薩克沃夫飾演。
她此前在動畫影集《星際大戰：複製人之戰》和《星際大戰：反抗軍起義》中為該角色配音。

#### 阿克斯·沃夫斯
阿克斯·沃夫斯（Axe Woves）於〈第十一章：女繼承人〉中登場，由西蒙·凱斯安尼斯飾演。

#### 朗
朗於〈第十三章：絕地武士〉中登場，由麥可·賓恩飾演，他是摩根·艾爾斯貝特的副手。

#### 亞蘇卡·譚諾
亞蘇卡·譚諾（Ahsoka Tano）於〈第十三章：絕地武士〉中登場，由蘿莎瑞·道森飾演，她是絕地武士安納金·天行者的學徒，離開絕地組織之後，成為反抗軍同盟主要成員。

#### 摩根·艾爾斯貝特
摩根·艾爾斯貝特（Morgan Elsbeth）於〈第十三章：絕地武士〉中登場，由黛安娜·李·伊諾桑提飾演，她是卡洛丹城的地方官，效忠於銀河帝國。

## 備註
1. ↑  其中「常設」意指該演員以聯合主演的身份出演的該角色在該季出現於不止一集之中，「聯合主演」意指該演員以聯合主演的身份出演的該角色在該季僅出現於一集之中。
2. ↑  艾蜜莉·史瓦洛（英语：Emily Swallow）在第一季的〈第一章：曼達洛人〉和〈第三章：罪〉的片尾演員名單中被標記為客串主演，在〈第八章：救贖〉的片尾演員名單中被標記為聯合主演。
3. 1 2 3 4  配音演員。
4. ↑  迪·布萊德利·貝克為蛙女士配音。

## 外部連結
- 《曼達洛人》在IMDb上的演職員表 （页面存档备份，存于）